# Prosopocera antennalis
Prosopocera antennalis là một loài bọ cánh cứng trong họ Cerambycidae.